# 血の掟
血の掟（ちのおきて、伊:Omertà）とは、シチリアのマフィアにおける約定。沈黙の掟、オメルタの掟などとも言い、ファミリーとなったものは部外者からの尋問に対して沈黙し組織を守る行動を取ることを重視する行動規範である。もし特定の犯罪や違法行為に気づいたり、目撃したり、被害者に気づいた場合でも、法執行機関には連絡せず回避し、尋問や拷問を受けても絶対に沈黙することが名誉ある行いであり、基本原則を破ると死刑とされている。俗にマフィアの十戒とも呼ばれる。

## 概要
シチリアのマフィアのメンバーは、いかなることがあっても組織の秘密を守ることが求められ、メンバーになるとき忠誠を誓いこれを誓約する。違反者には激しい制裁が加えられる（突然行方不明になり、拷問を受けた痕があり口には小石が詰められた惨殺体でのちに発見されるお礼参りの例が多数ある。沈黙を要求する相手には、暗喩として新聞紙に包んだ生魚を匿名で送りつけ、または手先を使って直接玄関に置き去る。これを防ぐためにアメリカでは証人保護プログラムが存在する）。また、この掟はメンバー内に限らず一般住民にも求められ、観光客がマフィアについて尋ねたとしても一切答えないことがある。沈黙を破り密告した者には報復が一般的で、密告者は「ラット（ネズミ）」や「裏切者」と表現されることが多い。
『ゴッドファーザー』（1969年）の脚本家マリオ・プーゾの手がけた有名作品として『オメルタ: 沈黙の掟』（2000年）があり、そこでもマフィアが沈黙する行動規範を描いている
下記に述べる詳細については元メンバーの証言などにより大体判明していたが、シチリアのサルヴァトーレ・ロ・ピッコロが自宅に残していた文書が2007年の彼の逮捕に伴い公にされたことで、正しかったことが証明された。

## 語源
血の掟と呼ばれるのは、マフィアのメンバーになるための誓いをするとき、互いの親指に針を刺し血を出して、それを重ね血が交わることで一族に加わったとする儀式に由来している。
オメルタという単語の音韻論からはシチリア起源ではないとされている；シチリア語のomu（男）にちなんだ、古典スペイン語のhombredad（男らしさ）に由来している可能性があると言われている。また、ラテン語のhumilitas （謙虚さ) に由来し、南イタリアの一部の方言ではumiltàに変化し、最終的にomertàになったという説もある。しかしこれらの説は単語の地理的分布の研究などで十分に裏付けられているものではない。

## 十戒の詳細・各条項
1. 第三者が同席する場合を除いて、独りで他組織のメンバーと会ってはいけない。
2. ファミリーの仲間の妻に手を出してはいけない。
3. 警察関係者と交友関係を築いてはいけない。
4. バーや社交クラブに入り浸ってはいけない（「酒場やクラブ通いをしてはならない」と表記されることもある[2]）。
5. コーサ・ノストラにはどんな時でも働けるよう準備をしておかなくてはならない。それが妻が出産している時であっても、ファミリーのためには働かなければならない。
6. 約束は絶対的に遵守しなければならない。
7. 妻を尊重しなければならない。
8. 何かを知るために呼ばれたときは、必ず真実を語らなくてはならない。
9. ファミリーの仲間、およびその家族の金を横取りしてはならない（「他人や他組織の金に手を出してはならない」と表記されることもある[2]）。
10. 警察、軍関係の親戚が近くにいる者、ファミリーに対して感情的に背信を抱く者、素行の極端に悪い者、道徳心を持てない者は、兄弟の契りを交わさないものとする。

### その他行動規範
- 犯罪被害にあっても、警察や検察など司法システムを頼って法的援助を求めてはいけない。[6]
- オメルタに違反すると死刑[6]

## マフィア以外への言葉の波及
- スポーツ選手の薬物使用を禁止する規定や報道で広くオメルタという言葉が使用される。2015年の自転車独立改革委員会（Cycling Independent Reform Commission）の報告書に17回以上繰り返されている。[7]

- 沈黙の青い壁と呼ばれる、アメリカ警察間で同僚のミスや不正行為を報告せずに沈黙する行動規範を表す言葉がある[8]が、これはオメルタと構造が同じであると問題視されている。